# Pablo Barrientos
Pablo César Barrientos (Comodoro Rivadavia, 17 gennaio 1985) è un ex calciatore argentino, di ruolo centrocampista.
È soprannominato El Pitu (il puffo).

## Caratteristiche tecniche
Centrocampista esterno dalla propensione offensiva, in carriera ha ricoperto svariate volte anche la posizione di centrocampista centrale. Poteva essere schierato anche come seconda punta. Era considerato una delle migliori promesse del calcio argentino, tanto da “costringere” Lionel Messi, al tempo suo compagno nelle nazionali giovanili, a rinunciare alla maglia numero 10. L'amministratore delegato del Catania Pietro Lo Monaco lo ha definito «il calcio».

## Carriera

### Club
Cresce nel C.A.I. di Comodoro Rivadavia, la sua città natale La sua carriera professionistica comincia nel 2003 quando viene acquistato dal San Lorenzo, club con cui fa il suo esordio in campionato il 30 settembre 2003 nell'incontro casalingo contro l'Estudiantes, vinto 1-0. A 21 anni conta 72 presenze e 7 reti con la maglia rossoblù. Nell'estate del 2006 viene acquistato dal FK Mosca per 9 milioni di euro. Pur non avendo assicurato un posto da titolare, con il sodalizio della capitale russa gioca per tre stagioni, collezionando 42 presenze e 18 gol e arrivando a disputare la finale della Coppa di Russia, persa contro un'altra squadra di Mosca, il Lokomotiv. Nell'estate del 2008 fa ritorno al San Lorenzo, in prestito, segnando 8 gol in 21 partite. All'inizio del Clausura 2009 un infortunio al legamento crociato lo costringe a un lungo stop.

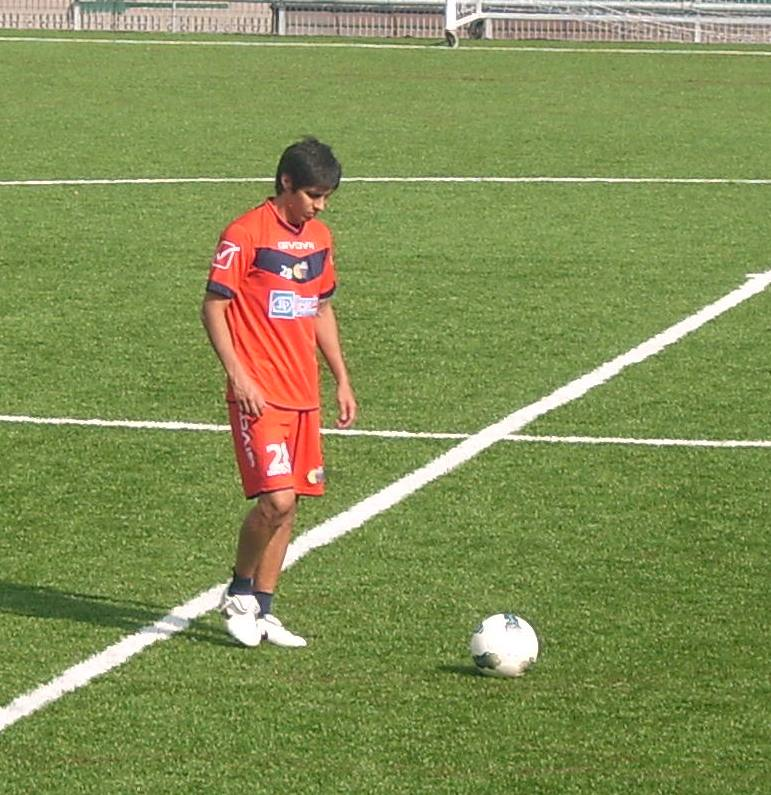
Barrientos in allenamento al Catania nel 2011

Non ancora ripresosi dall'infortunio, il 28 maggio del 2009 viene acquistato dal Catania con un contratto di quattro anni a decorrere dal 1º luglio. Pablo Barrientos rappresenta l'acquisto più costoso che la società etnea abbia mai portato a termine (4 milioni di euro). Nel luglio del 2009 viene sottoposto a un nuovo intervento al ginocchio che lo costringe ad altri sei mesi di fermo. Il 9 maggio, penultima giornata di campionato contro il Bologna, con il punteggio già sull'1-1 finale, esordisce nella massima serie italiana.
Nella stagione 2010-2011 viene utilizzato soltanto in Coppa Italia, scendendo in campo contro Varese e Brescia. Il 2 gennaio 2011 la società etnea ne comunica ufficialmente il prestito all'Estudiantes dove il centrocampista inizia a giocare con continuità, salvo poi non scendere più in campo a causa di alcuni acciacchi fisici..
Al termine della stagione saranno 13 le presenze per lui nel campionato Clausura, senza reti; un gol, invece, arriva in Copa Libertadores. Per la stagione 2011-2012 fa ritorno al Catania, dove conquista il posto da titolare. Il 26 novembre 2011 sigla il suo primo gol in Serie A al 90' contro il Lecce, che risulterà decisivo per la prima vittoria in trasferta stagionale degli Etnei; sarà il gol numero 500 del Catania in Serie A. Il 12 febbraio 2012 sigla la sua prima doppietta in Serie A nella gara vinta 4-0 contro il Genoa.
Il 3 luglio 2014 ritorna a titolo definitivo agli argentini del San Lorenzo, che lo pagano 1,4 milioni di euro. Nel dicembre 2014 Barrientos partecipa con la squadra bonearense al Mondiale per Club. Il 9 marzo 2015 segna un gol favoloso da centrocampo nella gara di Primera División contro l'Estudiantes. L'11 febbraio vince la Supercopa Argentina, realizzando una doppietta nel 4-0 sul Boca Juniors. Nel maggio del 2016 viene accusato di aver maltrattato e minacciato di morte donne e bambini durante una partita di play-off della quarta serie argentina, tra Jorge Newbery (squadra di Comodoro Rivadavia, città natale del calciatore) e Círculo Deportivo.
Il 18 febbraio 2021, attraverso un post su Instagram, annuncia il ritiro dal calcio giocato.

### Nazionale
Ha disputato 15 partite con la maglia della selezione Under-20 dell'Argentina, realizzando 6 gol; ebbe la maglia numero 10 nella selezione Under-20. Viene convocato per la prima volta in Nazionale maggiore in occasione dell'amichevole contro la Scozia del 19 novembre 2008, senza tuttavia scendere in campo.

## Statistiche

### Presenze e reti nei club
Statistiche aggiornate al 18 maggio 2014.
| Stagione           | Squadra            | Campionato         | Campionato | Campionato | Coppe nazionali | Coppe nazionali | Coppe nazionali | Coppe continentali | Coppe continentali | Coppe continentali | Altre coppe | Altre coppe | Altre coppe | Totale | Totale |
| Stagione           | Squadra            | Comp               | Pres       | Reti       | Comp            | Pres            | Reti            | Comp               | Pres               | Reti               | Comp        | Pres        | Reti        | Pres   | Reti   |
| ------------------ | ------------------ | ------------------ | ---------- | ---------- | --------------- | --------------- | --------------- | ------------------ | ------------------ | ------------------ | ----------- | ----------- | ----------- | ------ | ------ |
| 2003               | San Lorenzo        | PD                 | 7          | 0          | -               | -               | -               | -                  | -                  | -                  | -           | -           | -           | 7      | 0      |
| 2004               | San Lorenzo        | PD                 | 31         | 5          | -               | -               | -               | CL                 | 5                  | 0                  | -           | -           | -           | 36     | 5      |
| 2005               | San Lorenzo        | PD                 | 38         | 2          | -               | -               | -               | -                  | -                  | -                  | -           | -           | -           | 38     | 2      |
| 2006               | FK Mosca           | PL                 | 8          | 2          | -               | -               | -               | -                  | -                  | -                  | -           | -           | -           | 8      | 2      |
| 2007               | FK Mosca           | PL                 | 22         | 4          | -               | -               | -               | -                  | -                  | -                  | -           | -           | -           | 22     | 4      |
| 2008               | FK Mosca           | PL                 | 3          | 0          | -               | -               | -               | CU                 | -                  | -                  | -           | -           | -           | 3      | 0      |
| Totale FK Mosca    | Totale FK Mosca    | Totale FK Mosca    | 33         | 6          |                 |                 |                 |                    |                    |                    |             |             |             | 33     | 6      |
| 2009               | San Lorenzo        | PD                 | 21         | 8          | -               | -               | -               | CL                 | 2                  | 0                  | -           | -           | -           | 23     | 8      |
| 2009-2010          | Catania            | A                  | 2          | 0          | CI              | 0               | 0               | -                  | -                  | -                  | -           | -           | -           | 2      | 0      |
| 2010-gen. 2011     | Catania            | A                  | 0          | 0          | CI              | 2               | 0               | -                  | -                  | -                  | -           | -           | -           | 2      | 0      |
| gen.-giu. 2011     | Estudiantes        | PD                 | 13         | 0          | -               | -               | -               | CL                 | 6                  | 2                  | -           | -           | -           | 19     | 2      |
| 2011-2012          | Catania            | A                  | 25         | 4          | CI              | 1               | 0               | -                  | -                  | -                  | -           | -           | -           | 26     | 4      |
| 2012-2013          | Catania            | A                  | 31         | 5          | CI              | 4               | 0               | -                  | -                  | -                  | -           | -           | -           | 35     | 5      |
| 2013-2014          | Catania            | A                  | 28         | 5          | CI              | 0               | 0               | -                  | -                  | -                  | -           | -           | -           | 28     | 5      |
| Totale Catania     | Totale Catania     | Totale Catania     | 86         | 14         |                 | 7               | 0               |                    | -                  | -                  |             | -           | -           | 93     | 14     |
| 2014               | San Lorenzo        | PD                 | 12         | 1          | -               | -               | -               | CL+R               | 3+2                | 0+0                | SA+Cmc      | 1+2         | 2+1         | 20     | 4      |
| 2015               | San Lorenzo        | PD                 | 22         | 1          | -               | -               | -               | CL                 | 3                  | 0                  | -           | -           | -           | 25     | 1      |
| 2016               | San Lorenzo        | PD                 | 13         | 1          | -               | -               | -               | CL                 | 3                  | 0                  | -           | -           | -           | 16     | 1      |
| Totale San Lorenzo | Totale San Lorenzo | Totale San Lorenzo | 144        | 18         |                 |                 |                 |                    | 18                 | 0                  |             | 3           | 3           | 165    | 21     |
| 2016-2017          | Toluca             | PD                 | 35         | 8          | CM              | 3               | 0               | -                  | -                  | -                  | -           | -           | -           | 38     | 8      |
| Totale carriera    | Totale carriera    | Totale carriera    | 311        | 46         |                 | 10              | 0               |                    | 24                 | 2                  |             | 3           | 3           | 348    | 51     |

## Palmarès

### Club

#### Competizioni nazionali
- Supercopa Argentina: 1

San Lorenzo 2015

#### Competizioni internazionali
- Coppa Libertadores: 1

San Lorenzo: 2014